# Nothorhaphium aemulans
Nothorhaphium aemulans är en tvåvingeart som först beskrevs av Becker 1922.  Nothorhaphium aemulans ingår i släktet Nothorhaphium och familjen styltflugor. Inga underarter finns listade i Catalogue of Life.